# Madhuca
Madhuca är ett släkte av tvåhjärtbladiga växter. Madhuca ingår i familjen Sapotaceae.

## Bildgalleri

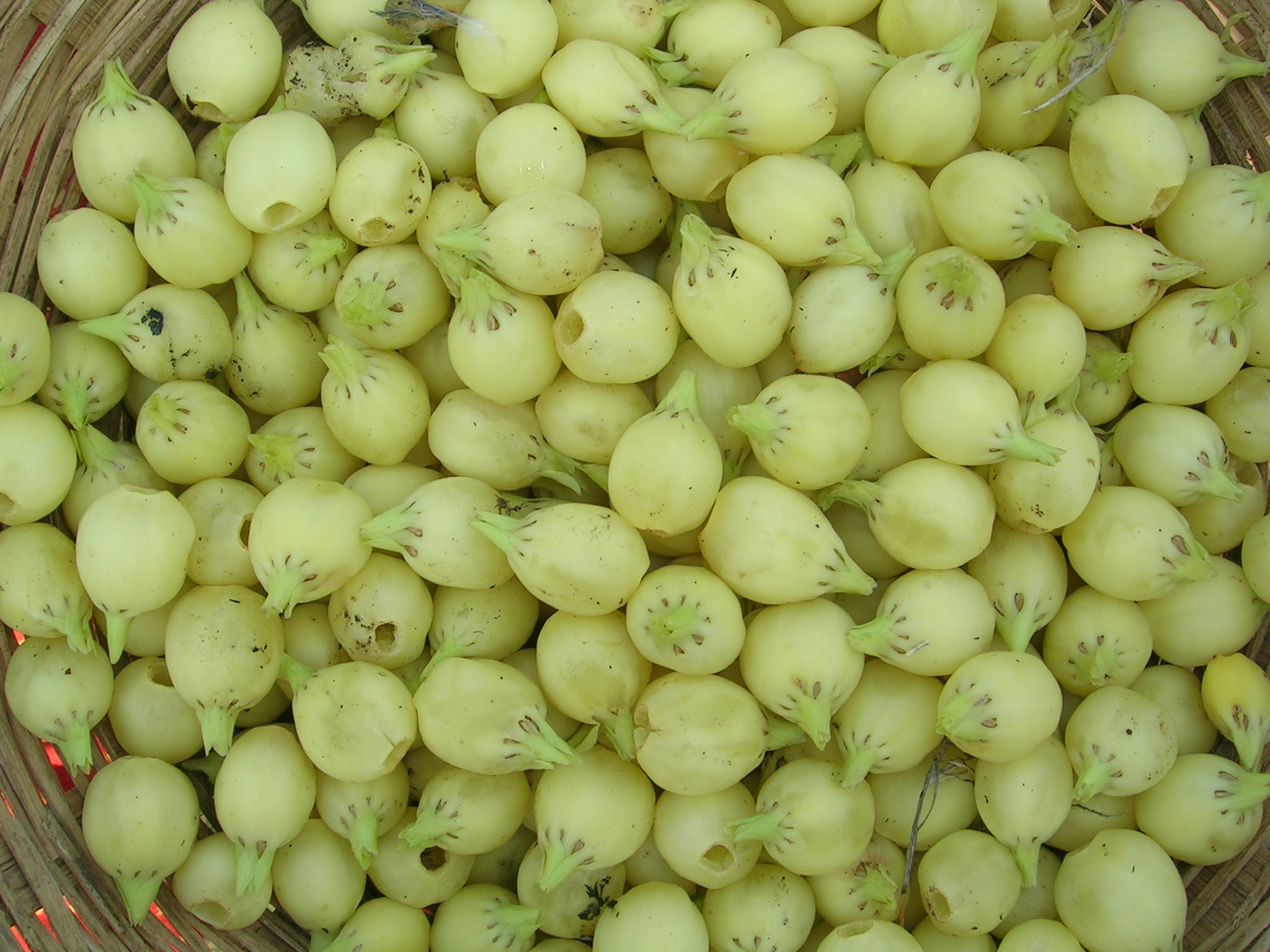
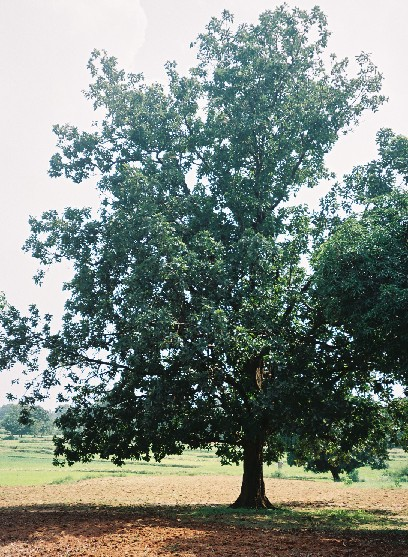

## Dottertaxa tillMadhuca, i alfabetisk ordning[1]
- Madhuca alpina
- Madhuca aristulata
- Madhuca aspera
- Madhuca barbata
- Madhuca bejaudii
- Madhuca betis
- Madhuca boerlageana
- Madhuca borneensis
- Madhuca bourdillonii
- Madhuca brochidodroma
- Madhuca burckiana
- Madhuca butyrospermoides
- Madhuca calcicola
- Madhuca cheongiana
- Madhuca chia-ananii
- Madhuca chiangmaiensis
- Madhuca clavata
- Madhuca cochinchinensis
- Madhuca coriacea
- Madhuca costulata
- Madhuca crassipes
- Madhuca cuneata
- Madhuca cuprea
- Madhuca curtisii
- Madhuca daemonica
- Madhuca decipiens
- Madhuca diplostemon
- Madhuca dongnaiensis
- Madhuca dubardii
- Madhuca elliptica
- Madhuca elmeri
- Madhuca endertii
- Madhuca engkikiana
- Madhuca engleri
- Madhuca erythrophylla
- Madhuca esculenta
- Madhuca firma
- Madhuca floribunda
- Madhuca fulva
- Madhuca fusca
- Madhuca glabrescens
- Madhuca hainanensis
- Madhuca heynei
- Madhuca hirtiflora
- Madhuca insignis
- Madhuca kingiana
- Madhuca klackenbergii
- Madhuca kompongsonensis
- Madhuca korthalsii
- Madhuca krabiensis
- Madhuca kuchingensis
- Madhuca kunstleri
- Madhuca lanceolata
- Madhuca lancifolia
- Madhuca lanuginosa
- Madhuca laurifolia
- Madhuca lecomtei
- Madhuca leucodermis
- Madhuca ligulata
- Madhuca lobbii
- Madhuca longifolia
- Madhuca longistyla
- Madhuca macrophylla
- Madhuca magnifolia
- Madhuca malaccensis
- Madhuca markleeana
- Madhuca microphylla
- Madhuca mindanaensis
- Madhuca mirandae
- Madhuca montana
- Madhuca monticola
- Madhuca moonii
- Madhuca motleyana
- Madhuca multiflora
- Madhuca multinervia
- Madhuca neriifolia
- Madhuca oblongifolia
- Madhuca obovatifolia
- Madhuca obtusifolia
- Madhuca ochracea
- Madhuca orientalis
- Madhuca ovata
- Madhuca pachyphylla
- Madhuca palembanica
- Madhuca pallida
- Madhuca pasquieri
- Madhuca penangiana
- Madhuca penicillata
- Madhuca pierrei
- Madhuca platyphylla
- Madhuca primoplagensis
- Madhuca prolixa
- Madhuca pubicalyx
- Madhuca punctata
- Madhuca ridleyi
- Madhuca rufa
- Madhuca sandakanensis
- Madhuca sarawakensis
- Madhuca sepilokensis
- Madhuca sericea
- Madhuca sessiliflora
- Madhuca sessilis
- Madhuca silamensis
- Madhuca smitinandii
- Madhuca spectabilis
- Madhuca stipulacea
- Madhuca stylosa
- Madhuca takensis
- Madhuca thorelii
- Madhuca tomentosa
- Madhuca tubulosa
- Madhuca utilis
- Madhuca woodii
- Madhuca vulcanica
- Madhuca vulpina